# حسين المهدي (كاتب بحريني)
حسين المهدي، كاتب وسينارسيت بحريني، من مواليد المنامة 19 أكتوبر 1983م. 

## الأعمال
- على موتها اغني
- أكون أو لا (مسلسل)
- شوية أمل (مسلسل)
- لو باقي ليلة (مسلسل)
- ريحانة (مسلسل)
- العم صقر
- الخطايا العشر (مسلسل)
- والدي العزيز (مسلسل)

كانت بدايته في تأليف مسلسل "على موتها أغني" بطولة منذر رياحنة وسامي رشدان و إبراهيم الحساوي وبعدها قام بتأليف "شوية أمل" و"أكون أو لا" و"لو باقي ليلة" والعديد من الأعمال آخرها "الخطايا العشر"".